# Нименьгское
Ни́меньгское (устар. Ни́менское) — крупное озеро в Няндомском городском поселении Няндомского района Архангельской области России. Входит в бассейн реки Онеги. Относится к Двинско-Печорскому бассейновому округу.
Площадь озера — 24,8 км². Площадь водосборного бассейна — 372 км². Высота над уровнем моря — 152 м.
В озеро впадают реки Илокса и Шултус. Из Нименьгского озера вытекает река Нименьга.
Северная часть озера входит в состав Шултусского заказника.